# Dua (islam)

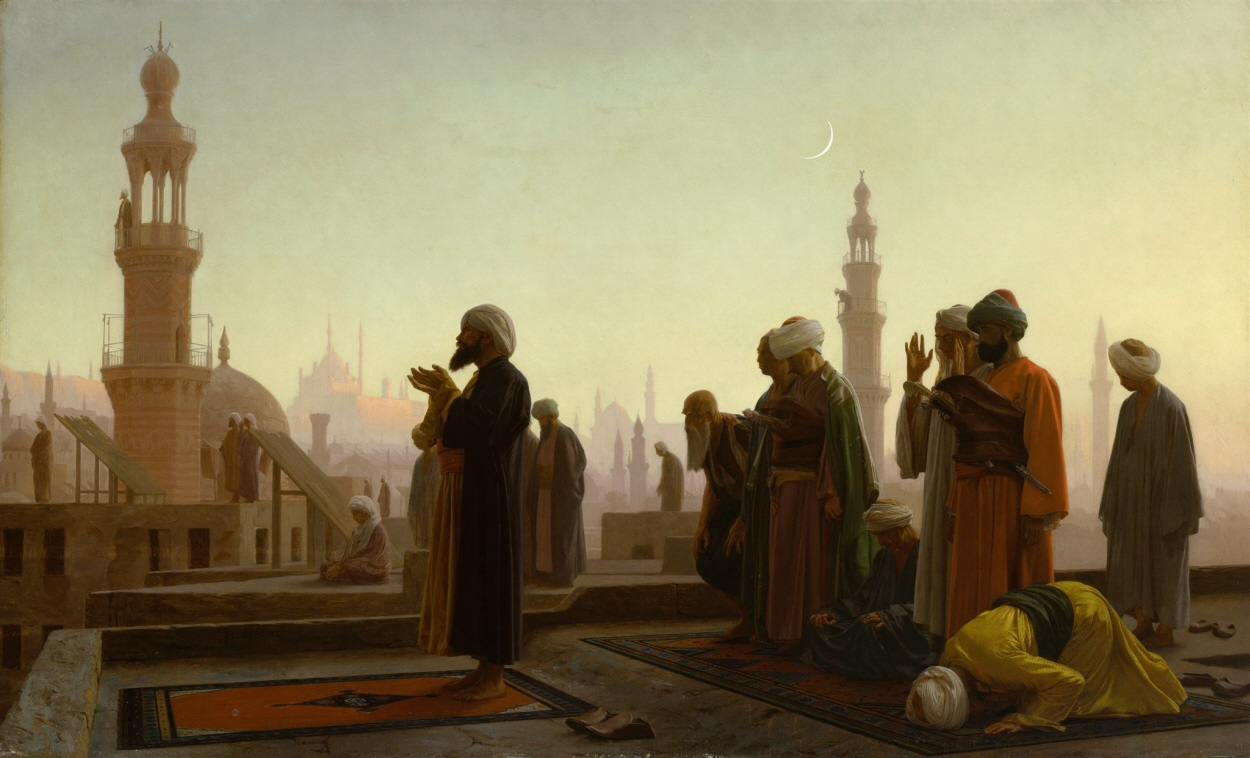
Personen till vänster i bilden gör dua.

Dua (arabiska: دُعَاء, plural: 'ʾadʿiyah' أدْعِيَة) är ett arabiskt ord som bokstavligen betyder önskan, kallan, åkallan och bön. Ordet har använts i form av verb i bland annat koranvers 40:60 i vilken Gud uppmanar en att kalla på Honom. Dua har i en hadith beskrivits som ett hjälpmedel för att dyrka Gud.